# Катунов, Александр Григорьевич
Александр Григорьевич Катунов (8 сентября 1950, Куйбышев, Куйбышевская область, РСФСР — 5 марта 2016, Краснодар, Российская Федерация) — советский и российский театральный актер, заслуженный артист России, актер Краснодарского академического театра драмы им. М.Горького.

## Биография
Творческую деятельность начал в 1974 г. на сцене Куйбышевского ТЮЗа. Затем, в течение 11 лет — артист Брянского драматического театра и Курского драматического театра им А. С. Пушкина.
C 1985 г. — в труппе Краснодарского академического театра драмы им. М.Горького.
Наиболее значимые роли — в спектаклях «Ночной мотоциклист» Ю. Яковлева и «Рай среди бабочек» Э. Ватемаа. а также роль Джо Феррони в спектакле «Случай в метро» (Н. Э. Бар).
Последней работой артиста стала роль Князя в спектакле «Один день из жизни города М» по повести Ф.М. Достоевского «Дядюшкин сон».

## Театральные работы
- Вошкин — «Бададошкин и сын» (Л.Леонов)
- Хлудов — «Бег» (М. Булгаков)
- Старик — «Безумие любви» (С. Шепард)
- Бруно — «Великолепный рогоносец» (Ф.Кромелинк)
- Воланд, Афраний — «Евангелие от Воланда» (Михаил Булгаков)
- Инквизитор — «Жаворонок. Исповедь Жанны Д’Арк» (Ж. Ануй)
- Михаил — «Железновы» (М. Горький)
- Кочкарев — «Женитьба» (Н. В. Гоголь)
- Мышкин — «Идиот» (Ф.Достоевский)
- Второй раб — «Мир» (Аристофан)
- Луи — «Пианино в траве» (Ф. Саган)
- Дон Жуан — «Последняя ночь Дон Жуана» (Л.Жуховицкий)
- Брат Лоренцо — «Ромео и Джульетта» (Вильям Шекспир)
- Федя — «Старая актриса на роль жены Достоевского» (Э. Радзинский)
- Сатана — «Хорош дом, да морока в нем» (И.Варавва, Р.Кушнарев)
- Брат Лоренцо — «Чума на оба ваши дома» (Григорий Горин)
- Детектив — № 13 (Рэй Куни)
- Войницкий — «Дядя Ваня» (А. П. Чехов) — 1992.
- Капитан — «Люти» (Александр Дударев) — 2003.
- Иван Кузмич Иванов — «Нахлебник» (И. С. Тургенев) — 2008.

## Награды и звания
- Заслуженный артист России (1994).
- Премия администрации Краснодарского края в области культуры за 2010 год (20 мая 2011) — за создание образа Великого Инквизитора в спектакле «Легенда о Великом Инквизиторе» по роману Ф. М. Достоевского «Братья Карамазовы»